# Chrīstos Tsekos
Chrīstos Tsekos (in greco Χρήστος Τσέκος?; Atene, 4 aprile 1966) è un ex cestista, allenatore di pallacanestro e dirigente sportivo greco.

## Carriera
Con la Grecia ha disputato i Campionati europei del 1993 e i Campionati mondiali del 1994.

## Palmarès
- Coppa di Grecia: 1

PAOK Salonicco: 1994-95
- Coppa Korać: 1

PAOK Salonicco: 1993-94